# NGC 4045
NGC 4045 (ook: NGC 4046) is een balkspiraalstelsel in het sterrenbeeld Maagd. Het hemelobject werd op 20 december 1784 ontdekt door de Duits-Britse astronoom William Herschel.

## Synoniemen
- ZWG 13.46
- UGC 7021
- MCG 0-31-22
- IRAS 12001+0215
- PGC 38031